# کاولون
کاولون (‎/ˌkaʊˈluːn/‎) یک ناحیه شهری در چین است که در هنگ کنگ واقع شده‌است. کاولون شامل دو شبه‌جزیره کاولون و نیو کوولون است. با ۲٬۰۱۹٬۵۳۳ نفر جمعیت و تراکم جمعیت ۴۳٬۰۳۳/km۲ در سال ۲۰۰۶، پرجمعیت‌ترین منطقه شهری در هنگ کنگ است. مساحت شبه‌جزیره حدود ۴۷ کیلومتر مربع (۱۸ مایل مربع) است.

## خصوصیات
کاولون ۲٬۱۰۸٬۴۱۹ نفر جمعیت دارد.